# Moss Side Story
Albums de Barry Adamson
Soul Murder
(1992)
Moss Side Story est le premier album de Barry Adamson, sorti en 1989.

## L'album
Inspiré de John Barry, Ennio Morricone et John Zorn, l'album est conçu comme pour un film noir, ce que fera par la suite Adamson pour de véritables films. 34e album de l'année 1989 selon NME, il fait partie des 1001 albums qu'il faut avoir écoutés dans sa vie.

### Titres
Tous les titres sont de Barry Adamson, sauf mentions.
- Premier acte : The Ring's The Thing

1. On The Wrong Side Of Relaxation (5:27)
2. Under Wraps (4:27)
3. Central Control (2:10)
4. Round Up The Usual Suspects (0:43)

- Deuxième acte : Real Deep Cool

1. Sounds From The Big House (6:24)
2. Suck On The Honey Of Love (2:13)
3. Everything Happens To Me (Barry Adamson, Seamus Beaghen) (2:43)
4. The Swinging Detective (5:45)

- Troisième acte : The Final Irony

1. Autodestruction (3:49)
2. Intensive Care (2:42)
3. The Most Beautiful Girl In The World (4:07)
4. Free At Last (1:23)

- For Your Ears Only

1. Alfred Hitchcock Presents (Charles Gounod) (2:24)
2. Chocolate Milk Shake (4:24)
3. The Man With The Golden Arm (Elmer Bernstein) (5:13)

### Musiciens
- Barry Adamson : guitare, piano, basse, cordes, claviers
- Seamus Beaghen : orgue Hammond, piano, guitare rythmique, marimba
- Audrey Riley : violoncelle
- Chris Tombling : violon
- Philippa Holland : violon
- Sonya Slany : violon
- Diamanda Galás : voix
- Gary Barnacle : saxophone
- Marcia Schofield : claviers, saxophone
- Joe Sax : saxophone ténor
- Rowland S. Howard : guitare
- John Doyle : percussions
- Annie Hogan : vibraphone, strings
- Chris Pitsillides : violon
- Enrico Tomasso : trompette
- Anita Lane, Jessamy Calkin, Katy Beale, Kid Congo Powers, Mick Harvey : choristes
- Bill McGee : chef d'orchestre